# Bernhard Banaschewski
Bernhard Banaschewski (* 22. März 1926 in München; † 1. November 2022) war ein deutsch-kanadischer Mathematiker.

## Leben
Banaschewski war der Sohn der promovierten Kunsthistorikerin Anne Banaschewski und wuchs in Hamburg auf, wo er die Bombardierung 1943 erlebte und als Flakhelfer diente. 1945 bis 1947 war er Kriegsgefangener. Er wurde 1953 an der Universität Hamburg bei Ernst Witt promoviert (Untersuchungen über Filterräume). Ab 1955 war er an der McMaster University, an der er 1964 McKay Professor für Mathematik wurde, 1961 bis 1967 und 1982 bis 1987 der Mathematikfakultät vorstand und 1991 emeritiert wurde.
Er befasste sich mit allgemeiner Topologie, Theorie der Ordnungen, Theorie der Verbände, Kategorientheorie, Algebra und deren Anwendung in mathematischer Logik. Er war unter anderem Gastwissenschaftler in Kapstadt, Antwerpen, Prag und Coimbra.
2000 wurde er Ehrendoktor der Universität Kapstadt. Er war ab 1962 Fellow der Royal Society of Canada. Banaschewski war Mitherausgeber der Zeitschrift Applied Categorical Structures von deren Gründung 1993 an und war wesentlich an der Organisation von fünf Konferenzen Aspects of Contemporary Topology in Antwerpen beteiligt (2003 bis 2014).

## Schriften
- mit R.-E. Hoffmann (Herausgeber): Continuous Lattices, Springer 1981 (Workshop Bremen 1979)
- Herausgeber: Categorical aspects of topology and analysis, Springer 1982
- mit Evelyn Nelson: Boolean powers as algebras of continuous functions, Dissertationes mathematicae, Warschau 1980